# Laetesia pulcherrima
Laetesia pulcherrima là một loài nhện trong họ Linyphiidae.
Loài này thuộc chi Laetesia. Laetesia pulcherrima được A. David Blest & Cor J. Vink miêu tả năm 2003.